# احساس

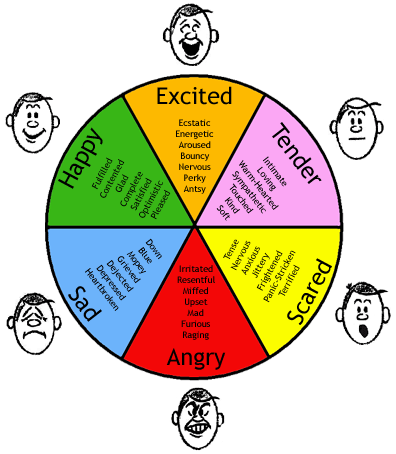
هیجان‌ها

احساس یا سُهِش (به انگلیسی: Feeling) در لغت، به معنی دریافتن، آگاه شدن و درک چیزی با یکی از حواس و در روان‌شناسی، بازتاب ذهنی تأثیرات مادی (فیزیکی) است که شالودهٔ همهٔ ادراک‌ها به‌شمار می‌رود.
این کلمه برای اولین بار در زبان انگلیسی برای توصیف احساس فیزیکی لمس یا از طریق تجربه یا ادراک مورد استفاده قرار گرفت. به‌طور کلی در لاتین احساس به معنای احساس شنیدن یا بوییدن است. در روان‌شناسی این کلمه معمولاً برای آگاهی ذهنی تجربه از احساسات به‌کار می‌رود.
احساسات، تجربه‌های پدیداری خودکفای ذهنی هستند. بر اساس فرهنگ لغت روان‌شناسی APA، یک احساس «یک تجربه پدیدار مستقل» است و احساسات «ذهنی، ارزشی و مستقل از احساسات، افکار یا تصاویری هستند که آنها را برمی‌انگیزند». اصطلاح احساس ارتباط نزدیکی با هیجان دارد اما دقیقاً یکسان نیست. برای مثال، «احساس» ممکن است به تجربه ذهنی آگاهانه هیجان‌ها اشاره داشته باشد. مطالعه تجربه‌های ذهنی به عنوان پدیدارشناسی شناخته می‌شود. رشته روان‌درمانی به‌طور کلی شامل یک درمانگر است که به مراجع کمک می‌کند تا احساسات خود را به‌طور مؤثر تنظیم کند و در نهایت مسئولیت تجربه خود را از جهان بپذیرد. گاهی احساسات از ویژگی‌های آگاهی تجسم‌یافته در نظر گرفته می‌شوند.
اسم انگلیسی احساسات ممکن است به‌طور کلی به هر درجه‌ای از ذهنیت در ادراک یا احساس اشاره کند. با این حال، احساسات اغلب به احساس رفاه فردی (شاید کامل بودن، امنیت یا دوست داشته شدن) اشاره دارد. احساسات دارای یک میدان معنایی است که از فردی و معنوی تا اجتماعی و سیاسی را دربر می‌گیرد. کلمه احساس ممکن است به هر یک از تعدادی از ویژگی‌های روان‌شناختی تجربه اشاره داشته باشد یا حتی کل زندگی درونی فرد را منعکس کند (نگاه کنید به خلق‌وخو). به عنوان تجارب پدیداری مستقل، که توسط احساسات و ادراکات برانگیخته می‌شوند، ممکن است انتظار داشته باشیم که احساسات به شدت بر شخصیت واقعیت ذهنی تأثیر بگذارد. و در واقع احساسات ممکن است گاهی دیده شود که سوگیری دارند یا به نوعی ادراک واقعی را مخدوش می‌کنند، به‌ویژه از طریق فرافکنی، آرزواندیشی، در میان بسیاری از اثرهای دیگر.
احساس ممکن است حواس را نیز توصیف کند، با یک مورد مثال احساس فیزیکی لامسه.
همچنین می‌توان احساسات را زبان بدن نیز به‌شمار آورد؛ به این معنی که احساس چیزی ست که در بدن اتفاق می‌افتد و فکر را می‌توان زبان مغز دانست.
شما حتی می‌توانید با فکر کردن به یک موقعیت احساسی آن را در بدن خود بدون تجربه واقعی آن پدیدآورید؛ مثلاً فردی با شنیدن کلمه ازدواج به یاد خاطرات طلاق می‌افتد و درکی منفی و به طبع آن احساس خشم، غم و حالتی از عصبانیت یا گریه کردن و… به او دست می‌دهد.
اما شخص دیگری با شنیدن کلمه ازدواج به یاد شریک زندگی و همسری که هنوز در کنار وی هست می‌افتد و خاطرات خوش و روزهای سفر و احساساتی خوش مانند تعالی، شادی و امید را در ذهن و بدنش تداعی می‌کند.
برای رهایی از احساسات منفی، استرس‌زا و احساساتی مثل افسردگی نیاز است که بر این احساسات اشراف کامل داشت، آن‌ها را شناسایی و نام‌گذاری کرد، به ماهیت آن‌ها پی برد، از طریق صحبت کردن دربارهٔ آن‌ها با شخص مورد اعتماد یا دوست صمیمی یا برای افراد مذهبی از طریق راز و نیاز و … از قدرت آن‌ها کاست.
همچنین می‌توان از طریق مراقبه، مدیتیشن و تصویرسازی ذهنی این احساسات را مشاهده کرد و به ورای آن‌ها قدم گذاشت و از شر احساسات منفی رها شد.
وادی احساسات وادی پیچیده‌ای است و گاهی ما با یک موسیقی احساس خود را بیان می‌کنیم و گاهی با نوعی رانندگی و…
بهترین راه شناخت احساسات و رهایی از احساسات منفی شناخت فردی و درون‌نگری و مراقبه می‌باشد.

## احساسات
احساس، نخستین گامی است که باید پس از بیرون آمدن از قلمرو جسم (بدن) و ماده در عالم مجرد نفسانی برداشت. دیگر نفسانیّات از دگرگونی احساس یا آمیختگی با آن پدید می‌آیند. احساس همواره با مادّیات و عوامل جسمانی که عملاً پیش‌نیاز آن به‌شمار می‌روند، سروکار دارد بنابراین هر احساس، نیازمند دو مؤلفه است: یکی تحریک بیرونی و دیگری اثر پذیری جسمی (عضوی).
حتی مراتب ضعیف و گنگ و مبهم آن در بی‌ذوق‌ترین افراد نیز وجود دارد. تقریباً محال است شخصی از لحاظ فکری و جسمی در سلامت به‌سر برد و دست‌خوش احساسات مختلف و متناوب نگردد
از اوایل سدهٔ بیستم میلادی بسیاری از شاعران و نویسندگان، آزادانه از مفاهیم روان‌شناسی احساس و فرایندهای احساس‌گرا -به‌ویژه آن‌هایی که فروید، معرفشان بوده‌است- سود جستند تا در نهایت به هدف مشترکشان که همانا تأثیرگذارتر کردن آثارشان بوده‌است، دست یابند.